# The Other Side (Aerosmith)
The Other Side è un singolo del gruppo musicale statunitense Aerosmith, il quarto estratto nel 1990 dall'album di grande successo Pump. Il brano è stato scritto da Steven Tyler (testo) e Jim Vallance (musica).
Il trio di compositori Holland-Dozier-Holland sono stati poi aggiunti tra i compositori del brano dopo aver accusato il gruppo di plagio, in quanto ritenevano che alcuni punti di The Other Side suonassero simile a una melodia composta da loro.

## Tracce
1. The Other Side (versione LP) – 4:07 (Steven Tyler, Jim Vallance, Brian Holland, Lamont Dozier, Eddie Holland)

1. The Other Side (club mix) – 7:05 (Tyler, Vallance, Holland-Dozier-Holland)
2. My Girl (versione album) – 3:10 (Tyler, Joe Perry)

## Video musicale
Il videoclip di The Other Side inizia mostrando dei manichini dei cinque membri degli Aerosmith (Steven Tyler, Joe Perry, Brad Whitford, Tom Hamilton, Joey Kramer) che vengono estrapolati da casse con polistirolo, per essere portati sul palco. Viene poi mostrata l'esibizione della band in concerto.
Il video è stato diretto da Marty Callner.

## Formazione
- Steven Tyler - voce
- Joe Perry - chitarra solista, cori
- Brad Whitford - chitarra
- Tom Hamilton - basso
- Joey Kramer - batteria

Altri musicisti
- John Webster – tastiere

## Successo
Raggiungendo la posizione numero 22 della Billboard Hot 100, la canzone ha segnato un nuovo primato per gli Aerosmith, permettendo a Pump di diventare il loro primo album ad aver avuto quattro singoli nella top 40 in classifica. Solo Get a Grip è riuscito a eguagliare questa impresa.
Inoltre, la canzone ha raggiunto la prima posizione della Mainstream Rock Songs, il terzo singolo di Pump a riuscirci.
Nel 1992, il brano ha consegnato agli Aerosmith il secondo consecutivo MTV Video Music Award nella categoria Best Rock Video.
La canzone è stata utilizzata nel film Una vita al massimo con Christian Slater e Dennis Hopper.